# Costabissara

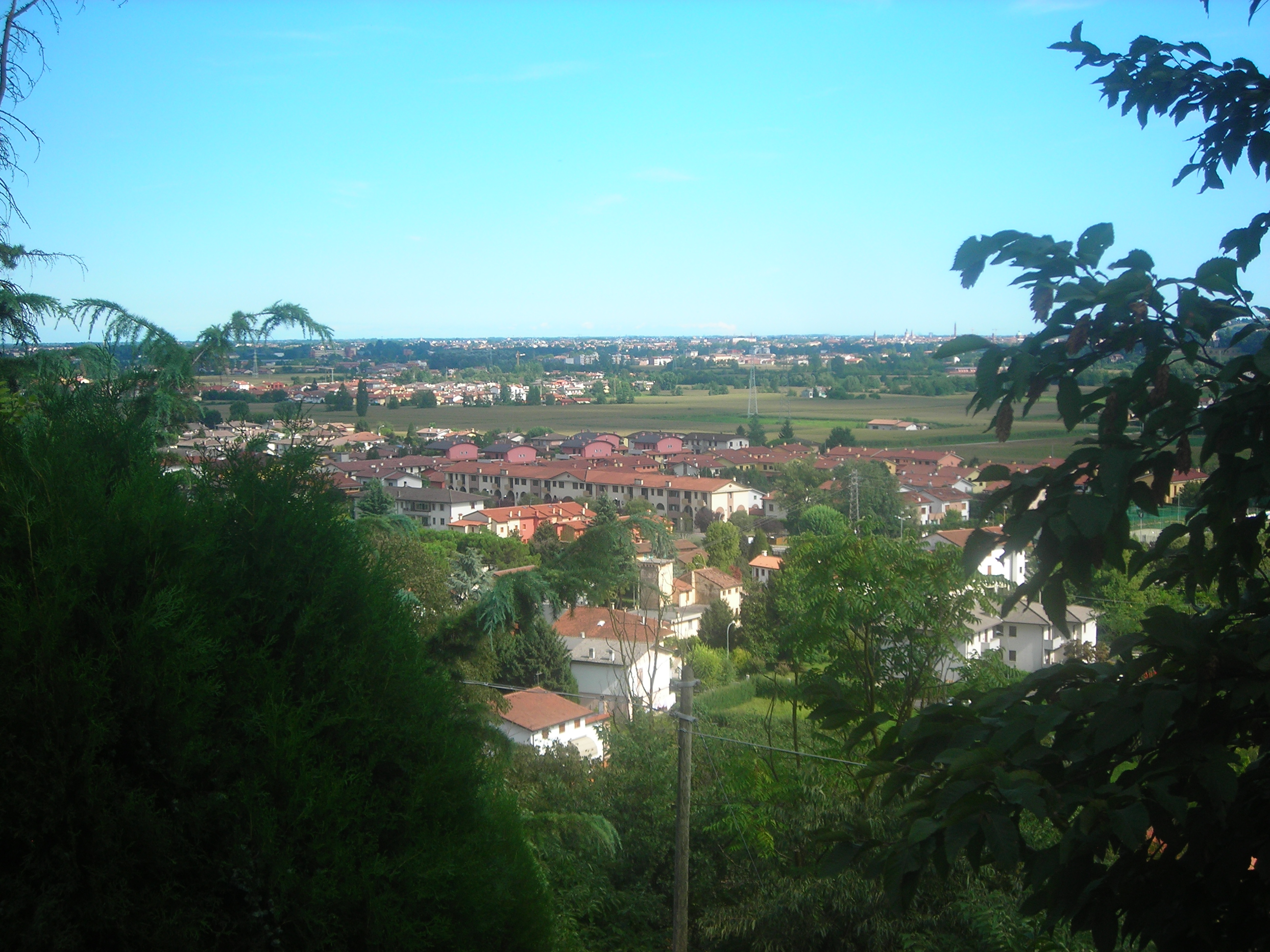
Blick auf Costabissara

Costabissara (venetisch Còsta) ist eine nordostitalienische Gemeinde (comune) mit 7611 Einwohnern (Stand 31. Dezember 2023) in der Provinz Vicenza in Venetien. Die Gemeinde liegt etwa 6 Kilometer nordwestlich vom Stadtkern Vicenzas. Von hier aus fließt der Orolo in den Bacchiglione.

## Geschichte
Die Ursprünge der Gemeinde sind unbekannt. Ab dem 11. Jahrhundert ist ein Lehen Costabissara nachgewiesen, das im Besitz der Familie Maltraverso gelangte. Das Castello Sforza-Colleoni ist im 12. Jahrhundert errichtet worden.